# Kyriak Kostandi
Kyriak Kostiantynovytch Kostandi (en ukrainien : Киріак Костянтинович Костанді ; en russe : Кириак Константинович Костанди, Kiriak Kostantinovitch Kostandi ; né le 3 octobre 1852 - mort le 31 octobre 1921) est un peintre réaliste ukrainien, membre du mouvement des Ambulants.

## Biographie
Kyriak Kostandi naît en 1852 à Dofinovka près d'Odessa, dans le gouvernement de Kherson dans l'Empire russe. Il est issu d'une famille d'origine grecque.

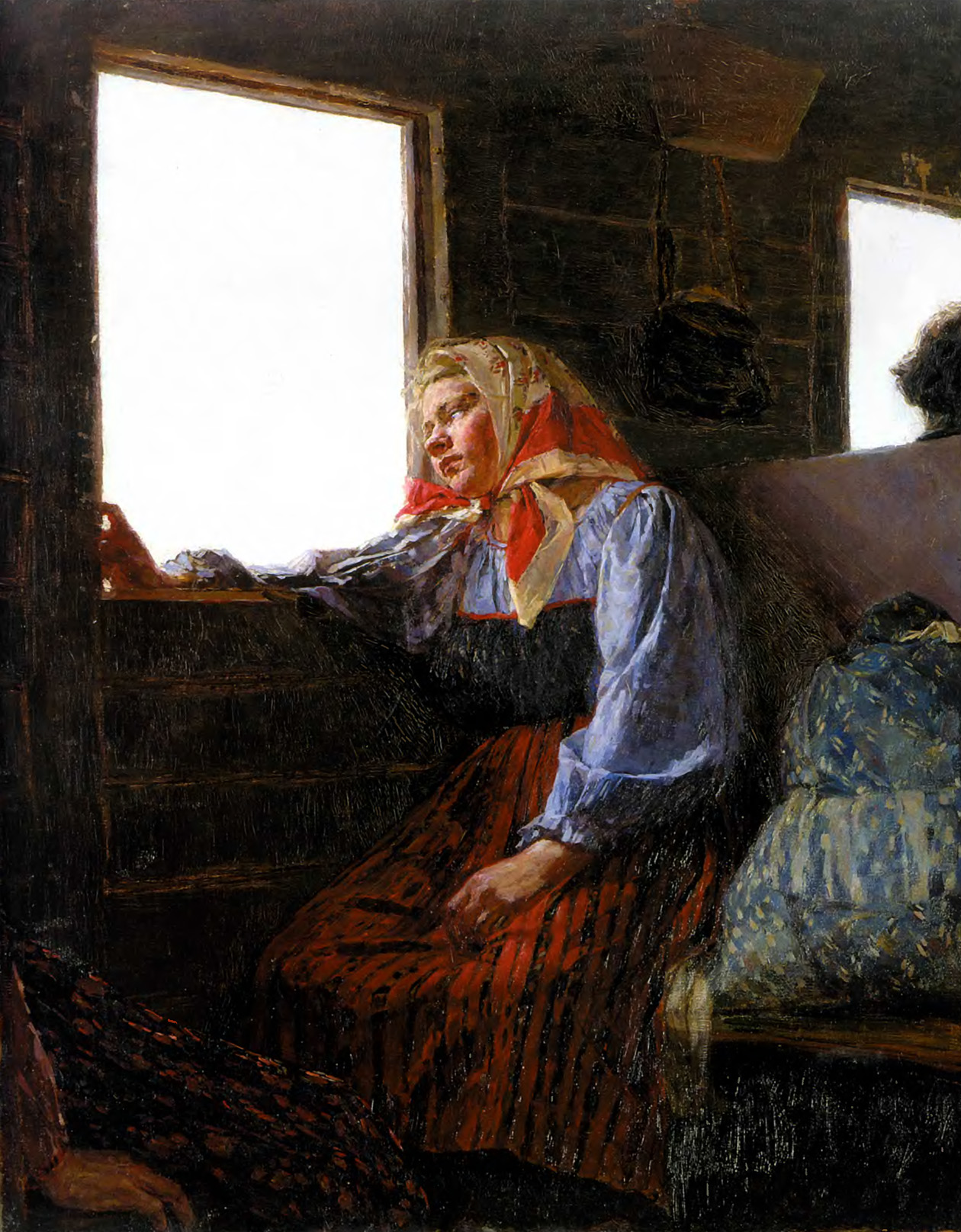
Vers le monde, 1885.

En 1874, il sort diplôme de l'école de dessin d'Odessa, puis de l'Académie impériale des beaux-arts de Saint-Pétersbourg en 1882. Il retourne ensuite à Odessa, où il peint et enseigne à l'école de dessin de la ville.
En 1897, il rejoint le mouvement des Ambulants (en russe : Передвижники, Peredvijniki). Il s'agit d'un mouvement réaliste, à caractère social et historique, qui dura de 1860 à 1890 en Russie, avec notamment des expositions itinérantes à vocation pédagogique. Kostandi jouera un rôle important dans l'introduction du courant des Ambulants en Ukraine.
Il est l'un des fondateurs de la Société des Artistes russes du Sud, dont il sera président de 1902 à 1920. En 1907, il est élu membre permanent de l'Académie impériale des beaux-arts de Saint-Pétersbourg. À partir de 1917, il occupe le poste de directeur du musée de la ville d'Odessa.
La plus grande partie de la vie et de l'œuvre de Kostandi est en lien avec la ville d'Odessa.
Après sa mort, ses fidèles créent la Société des Artistes Kostandi, qui sera active à Odessa de 1922 à 1929. Ses membres seront précurseurs du réalisme socialiste dans l'art.

## Œuvres

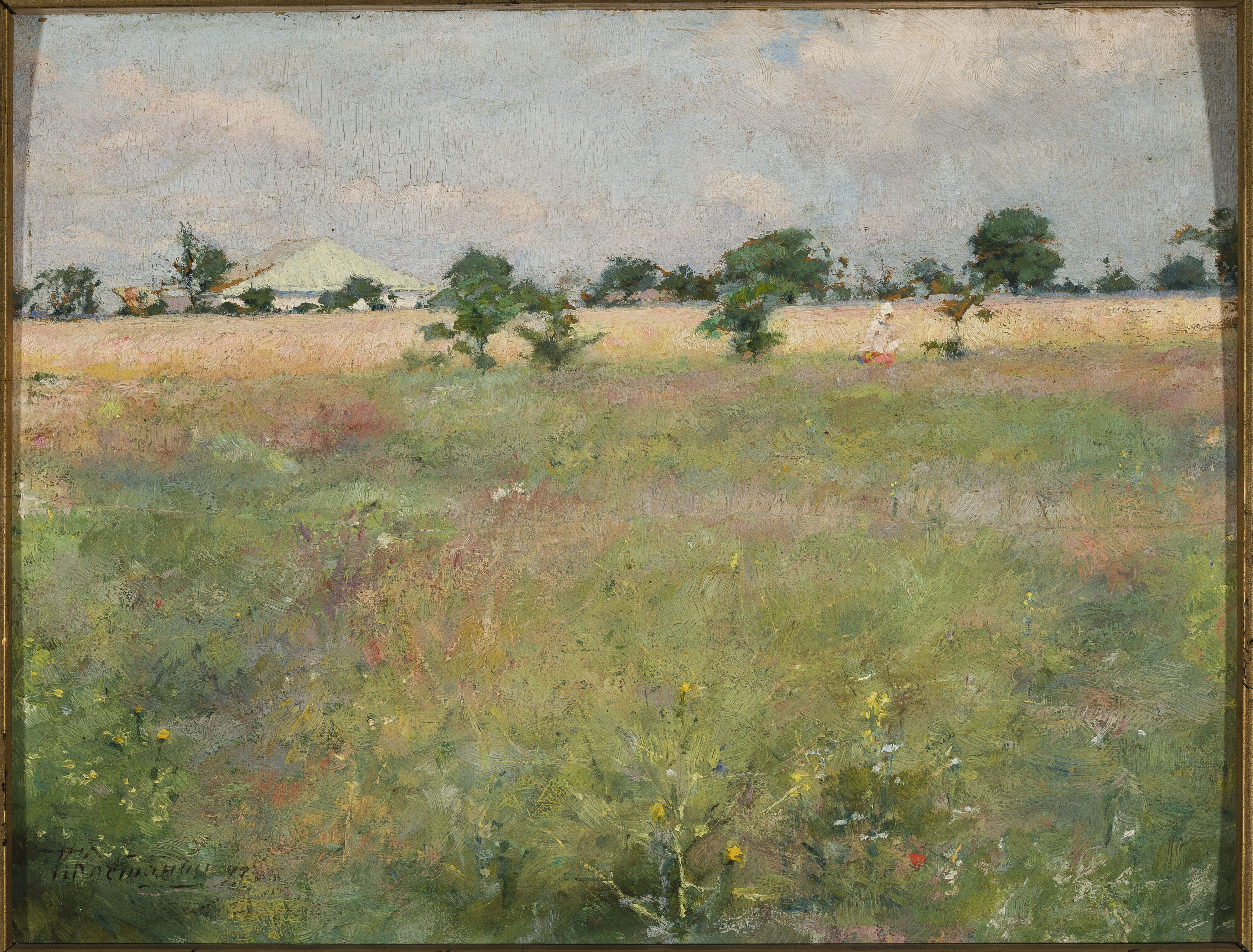
Paysage de campagne avec prairie. 1897

Kyriak Kostandi est un peintre réaliste strict, opposé à toute forme de formalisme dans l'art. Il peint principalement des scènes de genre, mais a également exécuté des paysages et des portraits.
Ses œuvres sont désormais exposées dans les musées d'Odessa, Kiev, Moscou et Saint-Pétersbourg.